# Nokia 7650
Nokia 7650 – pierwszy telefon fińskiego producenta z serii 60 i zarazem jeden z pierwszych telefonów obsługujących technologię MMS. W momencie wypuszczenia (rok 2002) był jednym z najnowocześniejszych terminali dostępnych na rynku (wbudowany aparat VGA, dobrej jakości wyświetlacz, Bluetooth, IrDA, klient email, GPRS, HSCSD, java, możliwość odtwarzania plików midi, wav, amr, a przede wszystkim – system operacyjny Symbian).
Do wad można zaliczyć małą ilość pamięci dla użytkownika (ok. 3,5 MB bez możliwości fizycznej rozbudowy, jednak przy pomocy programów kompresujących i dekompresujących dane w locie można było zwiększyć ilość zainstalowanego oprogramowania kosztem czasu ich uruchamiania i zamykania), baterie o małej pojemności (jak na urządzenie o tak zaawansowanych możliwościach) w prostej linii przejętej ze starszej Nokii 8210. Szyny w stawie również nie należały do udanych – często po kilkumiesięcznym użytkowaniu telefon potrafił się sam zamykać np. podczas pisania wiadomości SMS. Dodatkowym utrudnieniem był dostęp do gniazda kabla do komputera: Piny pojawiały się dopiero po szerszym rozsunięciu telefonu, do czego początkowo potrzebne było specjalne narzędzie (po pewnym czasie użytkowania telefon potrafił sam rozsunąć się na tę szerokość, nieraz powodując usterki mechaniczne typu zerwanie taśmy).
Część użytkowników narzekała również na brak obsługi profilu audio Bluetooth (mimo że pierwsze, testowe egzemplarze 7650 je posiadały), a co za tym idzie, niedziałanie Nokii 7650 z zestawami słuchawkowymi czy samochodowymi w oparciu o Bluetooth.

## Funkcje dodatkowe
- wybieranie głosowe
- system głośnomówiący
- dyktafon
- zegar
- budzik
- kalkulator
- organizer
- kalendarz
- MMS
- wygaszacz
- tapety
- profile
- polskie menu
- słownik T9
- słownik polski
- Smart Messaging
- syncML
- transmisja danych i faksów
- WAP
- HSCSD
- GPRS
- łącze na podczerwień (IrDA)
- wbudowany aparat cyfrowy VGA, 640x480 pikseli
- wbudowany moduł Bluetooth
- JAVA
- aktywna klapka
- alarm wibracyjny
- kompozytor
- gry